# Napoléon de Pauw
Napoléon de Pauw est un magistrat et historien belge né à Gand le 26 septembre 1835 et mort dans la même ville le 8 avril 1922.

## Biographie
Napoléon de Pauw est le fils de Napoleon Liévin Bernard de Pauw (1800-1859), avocat, échevin et professeur de l'université de Gand, et de Gabrielle van Huffel. Il a étudié le droit à l'université de Gand. Il a suivi le cours de littérature néerlandaise de Constant-Philippe Serrure et Jacob Frans Johan Heremans. Il a été membre de l'association étudiante de Gand 't Zal Wel Gaan.
Il obtient son doctorat en droit à l'université de Gand le 14 août 1860. À la fin de ses études, il s'inscrit comme avocat au barreau de Gand, en 1860. Il est stagiaire auprès du président Hippolyte Metdepenningen.
Il a participé en 1861 à la création de la  Vlaamsch Verbond (union flamande), et soutenu Julius Vuylsteke quand il est devenu secrétaire du Willemsfonds, en 1862. À la suite du procès de Jacob Karsman qui s'était vu interdire de plaider en néerlandais, en 1863, Napoléon de Pauw a fondé en 1864 le Vlaamsche Advocatenclub avec Julius Vuylsteke et d'autres pour promouvoir la pratique de l'éloquence judiciaire et l'étude de l'ancien droit flamand.
Il débute d'une brillante carrière dans la magistrature avec sa nomination de procureur général adjoint de Courtrai en 1866. En 1902, il devient Procureur général à la Cour d'Appel de Gand.
Il s'est marié en 1868 avec Maria Schellekens dont il a eu une fille en 1883, Gabrielle.
Il reçoit le titre de baron le 15 novembre 1921.
Bien qu'il soit engagé dans l'utilisation du flamand dans les activités judiciaires, il parlait habituellement en français dans son bureau. Il affirme que le bilinguisme des classes dirigeantes flamandes soutient le peuple flamand.
Il est membre suppléant de la Commission royale d'histoire en 1884, puis membre actif en 1891 et président en 1913.
Il est l'un des dix-huit premiers membres de la Koninklijke Academie voor Nederlandse Taal- en Letterkunde (Académie royale de langue et littérature néerlandaises), en 1886. Pendant la Première Guerre mondiale, il en est le sous-directeur. Avec le directeur et le secrétaire, il a décidé d'arrêter l'activité de l'académie. En 1918, il proteste contre les directives du Conseil de Flandre créé pendant l'occupation allemande de la Belgique. En 1920, il a qualifié de honteuse la célébration du centenaire du Congrès Estudiantin de l'université de Gand en présence du général Moritz von Bissing, gouverneur militaire de la Belgique pendant la Première Guerre mondiale.
Il a souhaité conserver l'université de Gand dans la forme qu'elle avait avant la guerre avec un enseignement en français. En 1921, la Koninklijke Academie voor Nederlandse Taal- en Letterkunde a approuvé une motion pour passer en hollandais l'enseignement dans l'université de Gand. Il démissionne de l'Académie peu après.

## Publications
- Conspiration d'Audenarde sous Jacques van Artevelde. (1342). Critique historique avec les pièces inédites du procès, Librairie W. Rogghé (J. Vuylsteke), Gand, 1878 (lire en ligne)
- avec Julius Vuylsteke, De rekeningen der stad Gent. Tijdvak van Jacob van Artevelde. 1336-1349, Algemeene Boekhandel van ad. Hoste, Gand, 1re partie, 1336-1339, 1874, 2e partie, 1340-1345, 1880, 3e partie, 2e livraison, 1346-1349, 1885
- De voorgeboden der stad Gent in de XIVe eeuw (1337-1382), Annoot-Braeckman, Gand, 1885
- Orbituarium Sancti Johannis. Nécrologe de l'église St-Jean (St.-Bavon) à Gand, du 13e au 16e siècle, F. Hayez imprimeur, Bruxelles, 1889 (lire en ligne)
- Madelghijs' kintsheit, al de gekende fragmenten critisch uitgegeven en vergeleken met het duitsche handschrift, Drukkerij A. Siffer, Gand, 1889 (lire en ligne)
- Middelnederlandsche Gedichten En Fragmenten, A. Siffer, Gand, 1893 (lire en ligne)
- Ypre jeghen Poperinghe, angaende den verbonden, gedingstukken der XIVe eeuw nopens het laken, A. Siffer, Gand, 1899 (lire en ligne)
- L'enquête de Bruges après la bataille de Cassel : documents inédits, Hayez, Bruxelles, 1899
- Liévin Bauwens ; son expédition en Angleterre et son procès à Londres, 1798-1799, Librairie générale Ad. Hoste, Gand, 1903 (lire en ligne)
- L'assassinat d'Artevelde et l'instruction de ce crime, Discours prononcé à l'audience solennelle de rentrée du 2 octobre 1905 et dont la Cour a ordonné l'impression, Ad. Hoste, 1905
- Adieux à la magistrature et au barreau, Ad. Hoste, 1907
- Les anciennes bibliothèques de Flandre, 1907
- Jacques van Artevelde, "le sage homme", bourgeois de Gand. Notice biographique et chronique inédite, Kiessling, 1913
- Adhésion de M. le Procureur-Général Mr. De Pauw à la protestation de la Cour d'appel de Gand, contre le "Raad van Vlaanderen", Gand, 8 février 1918 (lire en ligne)
- Cartulaire historique et généalogique des Artevelde, Hayez imprimeur, Bruxelles, 1920 (lire en ligne)

### Bulletin de la Commission royale d'Histoire
- « Documents concernant la vie privée de d'Artevelde et de sa famille ; proposition de les publier », 1885, tome 12, p. 123-132 (lire en ligne)
- « Note sur Un vieil rentier des seigneurs d'Audenarde aux XIIIe et XIVe siècles », 1885, tome 12, p. 446-448 (lire en ligne)
- « Note sur le vrai nom du docteur solennel Henri de Gand », 1888, tome 15, p. 135-145 (lire en ligne)
- « Dernières découvertes concernant le Docteur solennel Henri de Gand, fils de Jean le Tailleur (Formator ou de Sceppere) », 1889, tome 16, p. 27-138 (lire en ligne)
- « Son Excellence Gilles de Hase, Gantois, Généralissime de la république de Venise, d'après des lettres autographes et des documents inédits avec généalogie de sa famille jusqu'à nos jours », 1892, Deuxième série, tome 2, p. 201-309 (lire en ligne)
- « Artevelde brasseur ? — Villani en Flandre », 1896, Deuxième série, tome 6, p. 332-336 (lire en ligne)
- « Note supplémentaire au rapport sur le document inédit relatif à Jacques Van Artevelde », 1899, Deuxième série, tome 9, p. 197-201 (lire en ligne)
- « L'adhésion du clergé de Flandre au pape Urbain VI et les évêques urbanistes de Gand (1379-1395) », 1904, tome 73, p. 671-702 (lire en ligne)
- « Les comptes d'une corporation de Bruges au XVIe siècle », 1908, tome 77, p. 269-300 (lire en ligne)
- « David Teniers le Jeune, ses ancêtres, ses armoiries et sa noblesse », 1909, tome 78, p. 23-44 (lire en ligne)
- « L'enquête sur les capitaines de Courtrai sous Artevelde (1338-1340 ) », 1910, tome 79, p. 219-288 (lire en ligne)
- « Note sur le vrai nom du “Minorite de Gand” », 1912, tome 81, p. 361-373 (lire en ligne)
- « La vie intime en Flandre au moyen âge d'après des documents inédits », 1913, tome 82, p. 1-96 (lire en ligne)
- « Un texte inédit de la Chronique de Flandre concernant Artevelde », 1913, tome 82, p. 295-367 (lire en ligne)
- « Claus van Lit, maître de l'artillerie de Gand au XIVe siècle », 1914, tome 83, p. 233-239 (lire en ligne)

### Biographie
- Jules Victor Delecourt, Auguste de Koninck, Victor Luerquin, Honoré Verbeke, Frédéric Molenschot, Charles Louis Reulens, Bibliographie nationale: Dictionnaire des écrivains belges et catalogue de leurs publications. 1830-1880, P. Weissenbruch éditeur, Bruxelles, 1886, tome 1, A-D, p. 482 (lire en ligne)
- Eugène de Seyn, Dictionnaire des écrivains belges. Bio-bibliographique, Éditions Excelsior, Bruges, tome I, 1930
- H. van Houtte, « Le baron Napoléon De Pauw 1835-1922 », dans La Commission royale d'Histoire 1834-1934, Livre Jubilee, 1934
- L. Willems, « Napoléon De Pauw », dans Annuaire de la Koninklijke Academie voor Nederlandse Taal- en Letterkunde, 1935, p. 127-143